# 贝尔伯济
贝尔伯济（法語：Berbezit，法語發音：[bɛʁbəzi]）是法国上卢瓦尔省的一个市镇，属于布里尤德区。

## 地理
贝尔伯济（45°17'5"N, 3°35'42"E）面积10.39 平方千米，位于法国奥弗涅-罗讷-阿尔卑斯大区上盧瓦爾省，该省份为法国中南部省份，北起多姆山省和卢瓦尔省，西接康塔爾省，南至洛泽尔省，东临阿尔代什省。
与贝尔伯济接壤的市镇（或旧市镇、城区）包括：锡斯特里耶尔、科南格勒、蒙克拉尔、杜隆河畔圣迪迪耶。

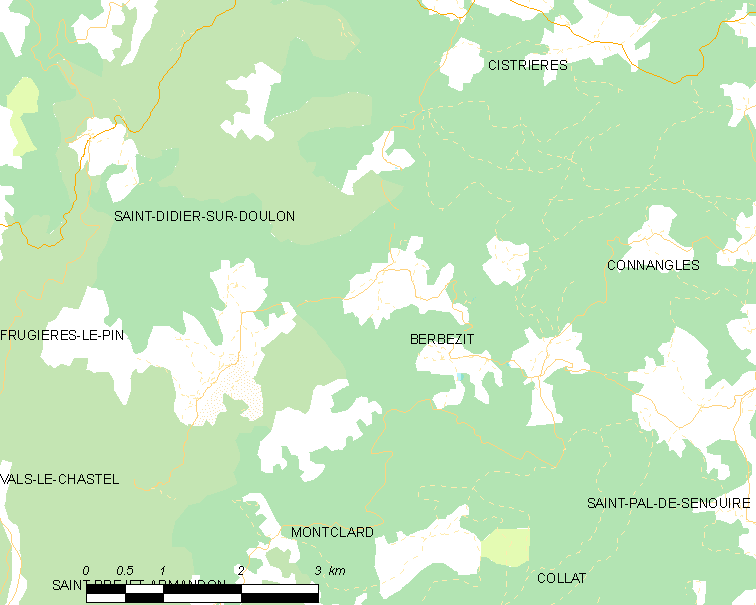
贝尔伯济的OSM定位图

贝尔伯济的时区为UTC+01:00、UTC+02:00（夏令时）。

## 行政
贝尔伯济的邮政编码为43160，INSEE市镇编码为43027。

## 政治
贝尔伯济所属的省级选区为上沃莱花岗岩高原县。

## 人口

1962-2008年间贝尔伯济人口变化图示

贝尔伯济于2022年1月1日时的人口数量为44人。